# 分水关 (浙闽)
27°25′49″N 120°15′31″E / 27.430285°N 120.258591°E
分水关，是一个位于中国福建省与浙江省交界处的五代古建筑，南侧为福鼎市贯岭镇分水关村，距福鼎城区16公里，东北侧为浙江省苍南县桥墩镇南山头村，西北侧通往泰顺县。分水关被闽浙两省分别以福鼎分水关、分水关防御墙的名义列为省级文物保护单位，福建方面于1989年将其列为福鼎县文物保护单位，后于2001年1月20日升格为第五批福建省文物保护单位；而浙江方面亦将分水关城墙列为苍南县文物保护单位，2023年6月29日升格为第八批浙江省文物保护单位。104国道和沈海高速公路由此通过。

## 历史沿革

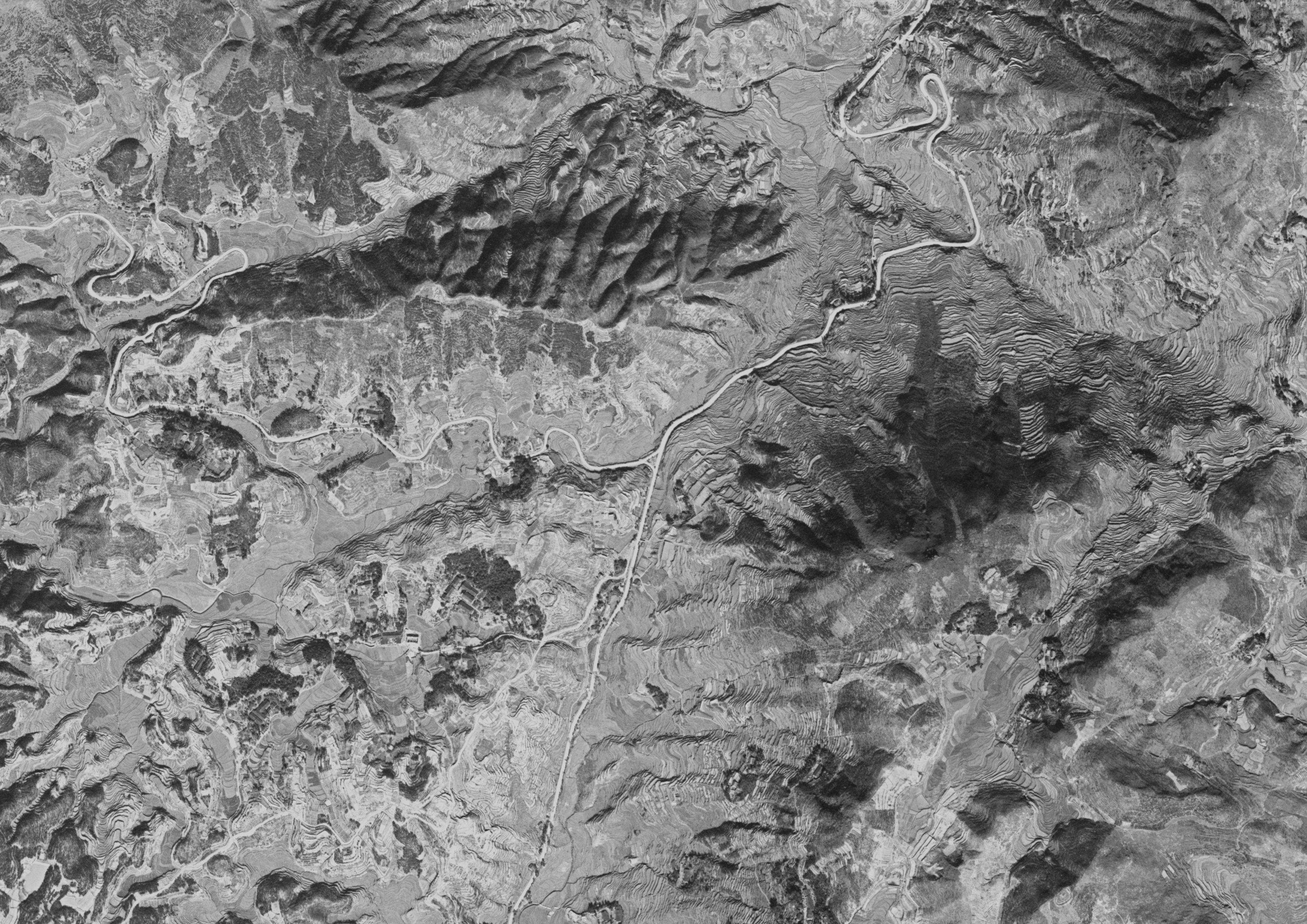
1974年分水关卫星影像，图中的三条道路分别通向平阳（东北）、泰顺（西）和福鼎（南）三县，残存的关墙即在通往平阳的道路上

福鼎分水关的历史年代为五代，是闽国政权在王審知执政时期为抵御吴越国的入侵，在闽东北長溪縣修建的边关关隘，其北界即为吴越国所辖的浙江地区。宋朝建立后，分水关成为福建与中原地区交流的重要关口。长溪县升为福宁州后，分水关为福宁州的北部边界。雍正十二年（1735年）福宁州升为福宁府，原福宁州州治地区设立霞浦县，1739年，霞浦县北部单独划出建立福鼎县，自此分水关成为福鼎与浙江的交界。
分水关在古代亦具有极为重要的军事地位，号称“闽东北门户”。宋末，永嘉官员陈自中护送秀王趙與檡入闽后在分水关殉国，明朝福宁州知州黄良材在此建造隘房，以驻守抵御倭寇入侵。清朝乾隆时期，福宁府知府李拔在此地提写“分水雄关”。道光年间，由浙江前往霞浦省亲的德清县学者俞樾在此题诗纪念。咸丰十一年（1861年），金钱会、红布会起义军谢公达起兵反清并在此战斗，杀死烽火营近百个清兵，随后攻入福建。同治七年（1868年），死难清军遗骸得以收治安葬，政府在此附近建造了“福建福宁镇标堵剿会匪阵亡兵墓”。
中华人民共和国成立后，浙江、福建两省在分水关边界问题上产生了争议，直到1979年3月边界争议解决后，平阳、泰顺、福鼎三县在边界建造了“友谊亭”以示纪念，分水关于1989年被福鼎县人民政府列为县级文物保护单位，自平阳划出的苍南县也把分水关的古防御墙列入县级文物保护单位。2001年1月，福建省人民政府公布福鼎分水关为第五批省级文物保护单位。2019年11月，为更好地解决边境纠纷问题，苍南县、泰顺县和福鼎市三地又组建了“闽浙毗邻地区人民调解联防联调中心”。2023年6月，浙江省人民政府公布第八批省级文物保护单位，分水关防御墙名列其中。

## 现状
福鼎分水关城墙呈一字型，东西走向，有防御墙、关口、走马道、烽火台、灶台等遗迹。20世纪50年代及21世纪初，为修建南北走向的闽浙公路（今104国道）和福宁高速公路，分水关城墙大部分被拆除，中间被切断，现仅存部分残墙。残墙总长305.9米（东面120余米，西面180余米），高3-5米，最高处6.8米，关门进深4.9米，宽2.5米，门外即为闽浙交界碑，刻有“平西北，鼎东南”字样。

## 交通
分水关身为“闽东北门户”和“浙江南大门”，是闽浙两省的重要交通点。穿过这里的104国道路段平均坡度3.8%，日车流量达1万辆次。福鼎与浙江连接的两条高速公路中，沈海高速就穿过了福鼎分水关连通浙江（另一条是甬莞高速）。
贯穿闽浙两省的杭深高速铁路亦穿过分水关附近，穿过分水关所挖掘的分水关隧道全长9,815米，是目前亚洲单口开挖掘进最长的隧道。
穿过分水关及其附近的交通线主要有以下几条：
- 杭福深铁路
- 沈海高速公路[註 4]
- 104国道
- 苍庆线
- 马分线